# Valor (série télévisée)
Valor, est une série télévisée américaine militaire en treize épisodes de 43 minutes créée par Kyle Jarrow et diffusée entre le 9 octobre 2017 et le 29 janvier 2018 sur le réseau The CW et en simultané sur W Network au Canada.
Au Québec, elle est disponible depuis le 9 août 2018 sur le Club Illico. En France, la série a été diffusée à partir du 14 novembre 2019 sur W9. Néanmoins, elle reste inédite dans les autres pays francophones.

## Distribution

### Acteurs principaux
- Matt Barr (VF : Benjamin Pascal) : le capitaine Leland Gallo
- Christina Ochoa (VF : Vanessa Van-Geneugden) : l'officier Nora Madani
- Charlie Barnett (VF : Franck Lorrain) : le lieutenant Ian Porter
- W. Trè Davis (VF : Jérémie Bédrune) : le sergent Jimmy Kam
- Corbin Reid (VF : Jessie Lambotte) : Jess Kam, la femme de Jimmy Kan
- Nigél Thatch (en) (VF : Sylvain Agaësse) : le colonel Robert Haskins
- Melissa Roxburgh (VF : Sandra Valentin) : Thea, membre de la CIA

### Acteurs secondaires
- Bryan Craig (VF : Thibaut Lacourt) : Adam Coogan, Delta Force operator (9 épisodes)
- Brian Letscher (VF : Tanguy Goasdoué) : Tucker Magnus (8 épisodes)
- Chelle Ramos (VF : Flora Brunier) : Zoe Cho (7 épisodes)
- Jaiden Kaine (en) (VF : Rody Benghezala) : Khalid Samatar (7 épisodes)
- Mac Brandt (en) (VF : Florian Wormser) : Crank Hendrix (6 épisodes)
- Valarie Pettiford (VF : Anne Dolan) : Simone Porter (6 épisodes)
- Tim Griffin (VF : Laurent Maurel) : Davis Goundry (5 épisodes)

 Source et légende : version française (VF) sur RS Doublage et Doublage Séries Database

## Production

### Développement
Un pilote a été commandé le 2 février 2017. Le casting principal débute deux semaines plus tard.
Le 10 mai 2017, The CW commande la série et annonce une semaine plus tard lors des Upfronts qu'elle sera diffusée à l'automne.
Le 8 mai 2018, le réseau confirme l'annulation de la série.

### Casting
Le casting principal a débuté à la mi-février 2017, dans cet ordre : Matt Barr, Charlie Barnett, W. Trè Davis, Christina Ochoa, Nigel Thatch et Corbin Reid, et Melissa Roxburgh.
En septembre 2017, Brian Letscher et Bryan Craig décrochent des rôles récurrents.

### Tournage
La série est tournée à Atlanta.

### Fiche technique
- Titre original : Valor
- Réalisateur : Lee Toland Krieger
- Scénario :
- Direction artistique :
- Décors :
- Costumes :
- Casting :
- Photographie :
- Musique :
- Musique du générique :
- Production :
- Producteurs exécutifs :
- Sociétés de production : CBS Television Studios, Warner Bros. Television
- Sociétés de distribution :
  -  États-Unis : CBS Television Studios
- Pays d'origine :  États-Unis
- Langue originale : Anglais
- Format : couleur - 16:9 HD - Stéréo
- Genre : série Drame, militaire et guerre[19]
- Durée : 40–43 minutes

 Sauf indication contraire, les informations mentionnées dans cette section peuvent être confirmées par les bases de données cinématographiques IMDb et Allociné,  présentes dans la section « Liens externes ».

## Épisodes
1. Le Secret de Perseus (Pilot)
2. L'Effet domino (Espirit de Corps)
3. Tirs croisés (Soldier Ready)
4. Brouillard sur le Puntland (Zero Visibility)
5. Petite perle (Full Battle Rattle)
6. Mise à l'épreuve (I Got Your Six)
7. Point de rupture (Blurred Lines)
8. Le Fugitif (About-Face)
9. Balle perdue (Stay Frosty)
10. Nom de code : matador (Ciphers)
11. Abus de confiance (Command & Control)
12. Au bout du tunnel (Oscar Mike)
13. Le prix à payer (Costs of War)